# Referendumul din Găgăuzia, 2014

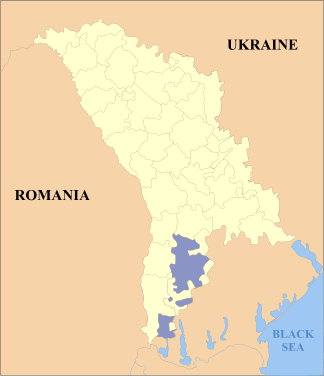
Găgăuzia în Republica Moldova

Referendumul din Găgăuzia din 2014 a avut loc la 2 februarie 2014 în urma acestuia 98.9% dintre locuitorii Găgăuziei au declarat că susțin independența, în cazul în care Republica Moldova și-ar pierde suveranitatea, iar 98,47% dintre ei își doresc ca Republica Moldova să adere la Uninea Vamală Rusia-Belarus-Kazahstan, în timp ce infimul procent rămas se pronunța pentru aderarea la UE.
Hotărîrile cu privire la efectuarea plebiscitului au fost adoptate la 27 noiembrie 2013, atunci Adunarea Populară a UTA Găgăuzia a adoptat deciziile „Cu privire la desfășurarea referendumului legislativ privind statutul separat al locuitorilor din Găgăuzia la autodeterminare externă” și „Cu privire la desfășurarea referendumului consultativ”. Prin acțiunile date au fost încălcate prevederile Constituției Republicii Moldova, Codul electoral al Republicii Moldova și ale altor acte legislative.

## Rezultate
Prezența la referendum a constituit 70,4%, adică 70.777 de alegători, chiar dacă acesta a fost declarat ilegal de justiție, iar autoritățile de la Chișinău au îndemnat populația să nu participe.
- Pentru adoptarea proiectului de lege al UTA Găgăuzia cu privire la suspendarea statutului poporului Găgăuziei de autodeterminare în planul politicii externe au votat 68.023 de alegători, împotrivă - 1324.
- Pentru aderarea Moldovei la Uniunea Vamală (Rusia-Belarus-Kazahstan) au votat 68.182 de alegători, împotrivă - 1057.
- Pentru aderarea Moldovei la Uniunea Europeană au votat 1718 de alegători, împotrivă - 66643.[4]

## Reacții
- Iurie Leancă, Prim-ministrul Republicii Moldova a calificat referendumul din Găgăuzia drept o „sfidare a legii”. Potrivit lui, jocul cu referendumul ar putea să dea naștere la probleme mult mai mari și aceste acțiuni comportă „elemente de tentativă de a stimula procesele separatiste”[5]
- Iurie Ciocan, Președintele Comisiei Electorale Centrale a declarat că nu recunoaște referendumul din Autonomia Găgăuză, deoarece aceasta a fost o acțiune ilegală.[6]